# Bulbophyllum membranaceum
Bulbophyllum membranaceum é uma espécie de orquídea (família Orchidaceae) pertencente ao gênero Bulbophyllum. Foi descrita por Johannes Elias Teijsmann e Simon Binnendijk em 1855.